# Inside Nazi Germany (Zeitschrift)
Inside Nazi Germany hieß eine in London veröffentlichte Zeitschrift, die von 1939 bis 1940 monatlich erschien.

## Geschichte
Vorläufer der Zeitschrift war die zwischen 1938 und September 1939 erschienene Zeitschrift Germany Today. „Inside Nazi Germany“ erschien erstmals im Oktober 1939 in englischer Sprache. Als herausgebende Gremien fungierten die beiden deutschen Exilorganisationen „Committee of the German Opposition“ (Vorsitzender Heinrich Mann) und „Friends of the German People's Front“ (Vorsitzender Alfred Meusel), als Herausgeber fungierte neben Meusel Hans Hess. Die Schirmherrschaft hatten Lion Feuchtwanger, Heinrich Mann, Alfred Kantorowicz sowie Oskar Kokoschka übernommen.
Chefredakteur war der kommunistische Schriftsteller Heinz Kamnitzer, Verlagsleiter war der KPD-Funktionär Karl Bathke (1901–1970).
Von der durch die Kommunistische Partei Deutschlands unterstützten Zeitschrift erschienen zwischen Oktober 1939 und März 1940 insgesamt nur sechs Hefte. Da es infolge des Deutsch-sowjetischen Nichtangriffspakts vom August 1939 zu einer geänderten öffentlichen kommunistischen Haltung Nazideutschland gegenüber kam, verlor die Zeitschrift ihren finanziellen Rückhalt und musste ihr Erscheinen einstellen.